# IC 3192
IC 3192 ist eine elliptische Zwerggalaxie vom Hubble-Typ E4 im Sternbild Jungfrau auf der Ekliptik. Sie ist schätzungsweise 61 Millionen Lichtjahre von der Milchstraße entfernt und hat einen Durchmesser von etwa 10.000 Licjhtjahren. Unter der Bezeichnung VCC 452 gilt sie als Mitglied des Virgo-Galaxienhaufens.
 
Im gleichen Himmelsareal befinden sich u. a. die Galaxien NGC 4294, NGC 4299, IC 3196, IC 3209.
Das Objekt wurde am 7. Mai 1904 von Royal Harwood Frost  entdeckt.